# John Marrack
John Richardson Marrack (* 26. November 1886 in Clevedon, Grafschaft Somerset; † 13. Juni 1976 in Houston) war ein britischer Immunologe. Er wirkte als Dozent für chemische Pathologie an der University of Cambridge sowie am London Hospital, und untersuchte insbesondere die chemisch-physikalischen Grundlagen der Wechselwirkungen zwischen Antikörpern und Antigenen. Darüber hinaus erkannte er, dass Antikörper zwei Bindungsstellen für Antigene aufweisen.

## Leben
John Marrack wurde 1886 in Clevedon geboren und absolvierte nach dem Besuch der Blundell’s School in Tiverton ein Studium der Medizin am St John’s College der University of Cambridge und am London Hospital Medical College, das er 1908 abschloss. Anschließend widmete er sich am Cambridge Research Hospital zunächst der Forschung zu rheumatoider Arthritis. Während des Ersten Weltkrieges leistete er Militärdienst im Royal Army Medical Corps, dem ärztlichen Zweig des Sanitätsdienstes der Britischen Armee, und erhielt für seinen Einsatz den Distinguished Service Order. Nach dem Krieg wurde er an der University of Cambridge und am London Hospital Dozent beziehungsweise Professor für chemische Pathologie. 
Während des Spanischen Bürgerkrieges war er von 1936 bis 1939 für das Spanish Medical Aid Committee tätig und besuchte in diesem Rahmen die Internationalen Brigaden und die Armee der republikanischen Regierung. Aufgrund dieser Tätigkeit geriet Marrack Ende der 1930er Jahre ins Visier der nationalsozialistischen Polizeiorgane, die ihn als wichtige Zielperson einstuften: Im Frühjahr 1940 setzte das Reichssicherheitshauptamt in Berlin ihn auf die Sonderfahndungsliste G.B., ein Verzeichnis von Personen, die im Falle einer erfolgreichen Invasion und Besetzung der britischen Inseln durch die Wehrmacht von den Besatzungstruppen nachfolgenden Sonderkommandos der SS mit besonderer Priorität ausfindig gemacht und verhaftet werden sollten.
Im Zweiten Weltkrieg fungierte er als Berater des britischen Ernährungsministeriums. Nach dem Krieg war er erneut in der Forschung tätig. Er wurde 1952 emeritiert und fungierte in der Folgezeit bis 1961 als erster Editor-in-Chief der von der British Society of Immunology neu herausgegebenen Fachzeitschrift Immunology. Von 1963 bis 1966 war er Gastprofessor am M.D. Anderson Hospital der University of Texas.
John Marrack galt als passionierter Sportler und hatte an der London University sieben Jahre lang den Titel eines Hochschulmeisters im Boxen im Weltergewicht inne. Er war zweimal verheiratet und Vater eines Sohnes aus seiner ersten sowie von drei Söhnen aus seiner zweiten Ehe. Im Alter von 89 Jahren starb er 1976 in Houston. Seine Nichte ist die Immunologin Philippa Marrack, die sich mit den molekularen Grundlagen der Antigen-Erkennung durch T-Lymphozyten beschäftigt.

## Wissenschaftliches Wirken
John Marrack widmete sich, ausgehend von der Bindung von Calcium an Proteine im Blutserum, der Erforschung der chemisch-physikalischen Grundlagen der Interaktionen zwischen Antikörpern und Antigenen. Diesbezüglich untersuchte er ab dem Beginn der 1930er Jahre insbesondere die Wechselwirkungen zwischen dem Diphtherietoxin von Corynebacterium diphtheriae und den an das Diphtherietoxin bindenden Serumbestandteilen, die als „Diphtherie-Antitoxin“ bezeichnet wurden. Für diese Serumbestandteile, deren genaue Natur zur damaligen Zeit unbekannt war, vermutete er, dass es sich um eindeutig definierbare Proteine handeln würde.
In der 1934 von ihm veröffentlichten Monografie „The Chemistry of Antigens and Antibodies“ schlug er außerdem vor, dass der spezifischen Affinität von Antikörpern für Antigene die gleichen Faktoren zugrunde liegen wie der Ausbildung der Struktur von Proteinen, nämlich die Form der Moleküle sowie die räumliche Verteilung und Stärke von polaren Kräften. Diese Erklärung der Antigen-Antikörper-Wechselwirkungen wurde in der Folgezeit als Lattice Hypothesis (Gitter-Hypothese) bekannt. Unter dem Einfluss dieser Veröffentlichung wandten sich verstärkt Chemiker und Biochemiker der immunologischen Forschung zu, die zuvor überwiegend von Mikrobiologen und Medizinern geprägt war. Darüber hinaus konnte er zeigen, dass Antikörper bivalent sind, also zwei Bindungsstellen für Antigene besitzen. 
Beim First International Congress of Immunology erhielt John Marrack 1971 als einer von fünf Wissenschaftlern den Distinguished Service Award „für seine revolutionären Ideen, die noch zu seinen Lebzeiten allgemeine Verbreitung fanden, und für seine bahnbrechenden Arbeiten zur physikochemischen Interpretation von Antigen-Antikörper-Wechselwirkungen“.

## Werke (Auswahl)
- The Chemistry of Antigens and Antibodies. London 1934 (erweiterte Neuauflage 1938)
- Food and Planning. London 1943
- Clinical Pathology. Zweite Auflage, London 1927. (dritte bis fünfte Auflage London 1934, 1939, 1945; sechste Auflage unter dem Titel Panton and Marrack’s Clinical Pathology, London 1951)